# Roxana Díaz (actrice)
Pour les articles homonymes, voir Roxana Díaz.
Roxana Díaz Burgos est une actrice et mannequin vénézuélienne, née à Caracas le 20 février 1972.

## Biographie
Roxana Díaz est née dans la ville de San Felipe. Elle est la fille du commerçant Pedro Roberto Díaz Guzmán et de Marjorie Burgos Soto. En 1992, elle participe à l'élection de Miss Venezuela. Ensuite elle tourne dans d'innombrables telenovelas, séries télévisées et films. Entre autres, elle joue dans Mis tres hermanas diffusé sur la chaîne RCTV et récemment dans El árbol de Gabriel de Venevisión. Et actuellement elle enregistre Dulce amargo de la chaîne Televen associée à la chaîne Cadena Tres et distribuée par Telemundo.
En mars 2013, après deux années de relation, elle se sépare officiellement de Jéronimo Gil.

## Filmographie

### Télévision

#### Télénovelas
- 1993 : Sirena : Porfiria (antagoniste)
- 1994 : La Hija del Presidente : Pamela Alvarado
- 1995 : Ángeles y arcángeles : Gabriela
- 1996 : La llaman Mariamor : Genobeba-Beba Manturano / Mariamor (protagoniste)
- 1998 : Aunque me cueste la vida : Teresa Larrazabal (protagoniste)
- 1999 : Cuando hay pasión : Betania Malavé (antagoniste)
- 2000 : Mis tres hermanas : Margarita Álvarez de Estrada (antagoniste principale)
- 2001 : Carissima : Avril Zurli (protagoniste)
- 2002 : Juana la virgen : Carlota Vivas de De la Vega (antagoniste principale)
- 2004 : ¡Qué buena se puso Lola! : Dolores Estrella Santos (protagoniste)
- 2006 : Por todo lo alto : Morana Bastardo  (antagoniste principale)
- 2007 : Doctor G. y las mujeres : Mercedes
- 2007 - 2008 : Pobre millonaria : Damiana Grissanti (antagoniste principale)
- 2010 : Que el cielo me explique (RCTV) : Glenda Núñez (antagoniste principale)
- 2011 - 2012 : El árbol de Gabriel (Venevisión) : Sofía Alvarado (antagoniste principale)
- 2012 : Dulce amargo : Bárbara Aguilera (co-protagoniste)

#### Téléfilms
- 2003 : La señora de Cárdenas (RCTV) : Pilar de Càrdenas
- 2014 : Redencion